# Chichée
Chichée ist eine französische Gemeinde mit 299 Einwohnern (Stand 1. Januar 2022) im  Département Yonne in der Region Bourgogne-Franche-Comté (vor 2016 Bourgogne) im Osten Frankreichs. Die Gemeinde gehört zum Arrondissement Auxerre und zum Kanton Chablis.

## Geografie
Chichée liegt etwa 16 Kilometer östlich von Auxerre am Serein. Umgeben wird Chichée von den Nachbargemeinden Chablis im Norden und Westen, Fleys im Norden und Nordosten, Chemilly-sur-Serein im Süden und Osten sowie Préhy im Südwesten.
Die Gemeinde liegt im Weinbaugebiet Bourgogne.

## Bevölkerungsentwicklung
| Jahr                      | 1962 | 1968 | 1975 | 1982 | 1990 | 1999 | 2006 | 2013 |
| ------------------------- | ---- | ---- | ---- | ---- | ---- | ---- | ---- | ---- |
| Einwohner                 | 317  | 291  | 307  | 302  | 301  | 333  | 351  | 340  |
| Quelle: Cassini und INSEE |      |      |      |      |      |      |      |      |

## Sehenswürdigkeiten

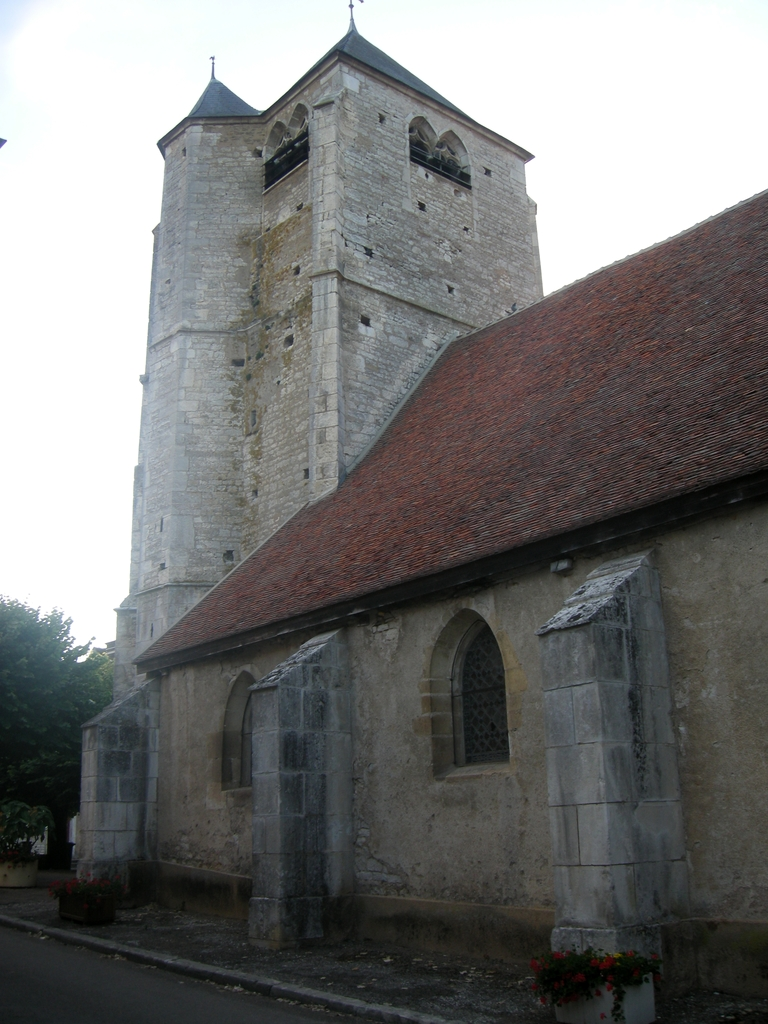
Kirche Saint-Martin

- Kirche Saint-Martin